# Zen 3
Zen 3 es el nombre en clave de una microarquitectura para procesadores de AMD,lanzada el 5 de noviembre de 2020. Se espera que el sucesor de Zen 2 se fabrique en un nodo MOSFET mejorado de 7nm por parte de la compañía TSMC (inicialmente referido por AMD como 7nm +) para utilizarse en procesadores de escritorio de segmento general Ryzen (con nombre en clave "Vermeer") y los procesadores de servidor Epyc (con nombre en clave "Milán "). Se espera que Zen 3 sea la última microarquitectura antes de que AMD cambie a memoria DDR5 y nuevos zócalos.  Zen 3 será compatible con placas base con chipsets de la serie 500 . Las placas de la serie 400 también recibirán soporte, ya que AMD compartirá un código que permitirá a los fabricantes de placas base soportar Zen 3 en determinadas placas base B450 / X470 utilizando BIOS beta seleccionadas.

## Productos
El 8 de octubre de 2020, AMD anunció cuatro procesadores Ryzen de escritorio basados en Zen 3, que constan de un Ryzen 5, un Ryzen 7 y dos CPU Ryzen 9 con 6 y 16 núcleo respectivamentes.

### CPUs de escritorio
| Modelo               | Fecha de lanzamiento y precio  | Proceso de Fabricación | Núcleos (hilos)  | Frecuencia de reloj (GHz) | Frecuencia de reloj (GHz) | Caché                                        | Caché              | Caché            | Zócalo (Socket)  | Líneas PCIe      | Soporte de memoria    | TDP              | Disipador térmico |
| Modelo               | Fecha de lanzamiento y precio  | Proceso de Fabricación | Núcleos (hilos)  | Base                      | Boost                     | L1                                           | L2                 | L3               | Zócalo (Socket)  | Líneas PCIe      | Soporte de memoria    | TDP              | Disipador térmico |
| Segmento general     | Segmento general               | Segmento general       | Segmento general | Segmento general          | Segmento general          | Segmento general                             | Segmento general   | Segmento general | Segmento general | Segmento general | Segmento general      | Segmento general | Segmento general  |
| -------------------- | ------------------------------ | ---------------------- | ---------------- | ------------------------- | ------------------------- | -------------------------------------------- | ------------------ | ---------------- | ---------------- | ---------------- | --------------------- | ---------------- | ----------------- |
| Ryzen 5 5600X        | 5 de noviembre de 2020 US $299 | TSMC 7FF               | 6 (12)           | 3,7                       | 4,6                       | 32 KiB instrucciones 32 KiB datos por núcleo | 512 KiB por núcleo | 32 MiB           | AM4              | 24               | DDR4-3200 doble-canal | 65 W             | Wraith Stealth    |
| Segmento rendimiento |                                |                        |                  |                           |                           |                                              |                    |                  |                  |                  |                       |                  |                   |
| Ryzen 7 5800X        | 5 de noviembre de 2020 US $449 | TSMC 7FF               | 8 (16)           | 3,8                       | 4,7                       | 32 KiB instrucciones 32 KiB datos por núcleo | 512 KiB por núcleo | 32 MiB           | AM4              | 24               | DDR4-3200 doble-canal | 105 W            |                   |
| Segmento entusiasta  |                                |                        |                  |                           |                           |                                              |                    |                  |                  |                  |                       |                  |                   |
| Ryzen 9 5900X        | 5 de noviembre de 2020 US $549 | TSMC 7FF               | 12 (24)          | 3,7                       | 4,8                       | 32 KiB instrucciones 32 KiB datos por núcleo | 512 KiB por núcleo | 64 MiB           | AM4              | 24               | DDR4-3200 doble-canal | 105 W            |                   |
| Ryzen 9 5950X        | 5 de noviembre de 2020 US $799 | TSMC 7FF               | 16 (32)          | 3,4                       | 4,9                       | 32 KiB instrucciones 32 KiB datos por núcleo | 512 KiB por núcleo | 64 MiB           | AM4              | 24               | DDR4-3200 doble-canal | 105 W            |                   |

1. ↑  AMD en su documentación técnica usa "KB", lo cual define como "Kilobyte" y equivale a 1024 bytes (1 KiB), y "MB", lo cual define como "Megabyte" y equivale a 1024 "KB" (1 MiB).[8]

### Microprocesadores Epyc
La línea de chips de servidor Epyc basada en Zen 3 se llamará Milán y será la última generación de chips que utilizan el socket SP3.